# Mobilní stanice
Mobilní stanice (anglicky mobile station, MS) je mobilní telefon včetně softwaru potřebného pro komunikaci s mobilní sítí.
Termín vyjadřuje kompletní systém připojený k mobilní síti, tj. mobilní telefon nebo přenosný počítač propojený pomocí adaptéru pro širokopásmové připojení. Zatímco v sítích 2G, jako je GSM, se používá termín Mobilní stanice, v 3G sítích se používá termín uživatelské zařízení (anglicky User Equipment, UE).
Mobilní stanice pro síť GSM má čtyři hlavní části:
- Mobilní zakončení (anglicky Mobile termination, MT) – zajišťuje funkce obvyklé funkce jako například: rádiovou komunikaci a předávání spojení (anglicky handover, v USA handoff), kódování a dekódování řeči, detekci a opravu chyb, signalizace a přístup k SIM. Tato část telefonu má přiřazený kód IMEI. Je ekvivalentní s síťovým zakončení při ISDN přístupu.
- Terminálové zařízení (anglicky Terminal equipment, TE) – je libovolné zařízení připojené k MS, které poskytuje služby uživateli. Neobsahuje žádné funkce specifické pro GSM.
- Terminálový adaptér (anglicky Terminal adapter, TA) – poskytuje obdobný přístup k MT, jako kdyby se jednalo o síťové zakončení ISDN s rozšířenou funkcionalitou. Komunikace mezi TE a MT přes TA se uskutečňuje pomocí AT-příkazů.
- SIM karta (anglicky subscriber identity module, SIM) – je vyjímatelný bezpečnostní token pro identifikaci účastníka, který obsahuje jednoznačnou identifikaci účastníka IMSI sdílenou s operátorem mobilní sítě a další data.

Mobilní telefon obsahuje MT, TA i TE. Funkce MT a TE však často provádějí různé procesory: aplikační procesor slouží jako TE, zatímco baseband procesor slouží jako MT, přičemž komunikace mezi nimi se uskutečňuje pomocí AT-příkazů po sběrnici, která slouží jako TA.